# 大溪东瓯古城遗址
大溪东瓯古城遗址位于浙江省台州市温岭市里宅、大岙等村，为战国晚期西汉早期城址。浙江省文物考古研究所于2002年、2006年、2008年先后三次对遗址进行地面调查、钻探和考古试掘。城址范围东西长约390米，南北宽约260米，面积约10万平方米。2013年5月，列入第七批全国重点文物保护单位。